# Kalbu
Kalbu är en ort i Estland. Den ligger i Kehtna kommun och landskapet Raplamaa, i den centrala delen av landet, 60 km söder om huvudstaden Tallinn. Kalbu ligger 68 meter över havet och antalet invånare är 119.
Terrängen runt Kalbu är mycket platt, och sluttar västerut. Runt Kalbu är det glesbefolkat, med 10 invånare per kvadratkilometer. Närmaste större samhälle är Rapla, 12,4 km norr om Kalbu. I omgivningarna runt Kalbu växer i huvudsak blandskog.